# Перегрин, Белинда
Белинда Перегрин (исп. Belinda Peregrín, Belinda; род. 15 августа 1989, Мадрид) — мексиканская певица, актриса и автор-исполнитель, рождённая в Мадриде в Испании . Лауреат и номинант многих премий и наград, включая три номинации на Латинскую Грэмми.
Белинда продала 2 млн альбомов в США и 16 млн альбомов в мире, став третьей самой успешной мексиканской певицей. Международная пресса, включая Billboard и Daily Mail, называет её мексиканской принцессой поп-музыки или «Princess of Latin Pop».

## Биография
См. также «Belinda Peregrín Career» в английском разделе.
Родилась 15 августа 1989 года в Испании (Мадрид), в 4-летнем возрасте вместе с родителями переехала в Мексику. Отец имеет французско-испанские корни, а мать — испанские. Младший брат Игнасио родился в Мехико в 1996 году. Их дед по материнской линии был в прошлом известным тореодором (Pierre Schüll).

## Дискография
См. также «Belinda Peregrín discography» в английском разделе.
- Belinda (2003)
- Utopía (2006)
- Carpe Diem (2010)
- Catarsis (2013)

## Фильмография
См. также «Belinda Peregrín Filmography» в английском разделе.
| Год  | Название                     | Роль          | Примечания                       |
| ---- | ---------------------------- | ------------- | -------------------------------- |
| 2006 | The Cheetah Girls 2          | Marisol Duran | Disney Channel Original Movie    |
| 2008 | Приключения Десперо          | Princess Pea  | Латиноамериканский дубляж голоса |
| 2012 | Тэд Джонс и Затерянный город | Sara Lavrof   | Латиноамериканский дубляж голоса |
| 2016 | Тролли                       | Poppy         | Латиноамериканский дубляж голоса |
| 2017 | Спасатели Малибу             | Carmen        |                                  |